# Parc régional Chasseral

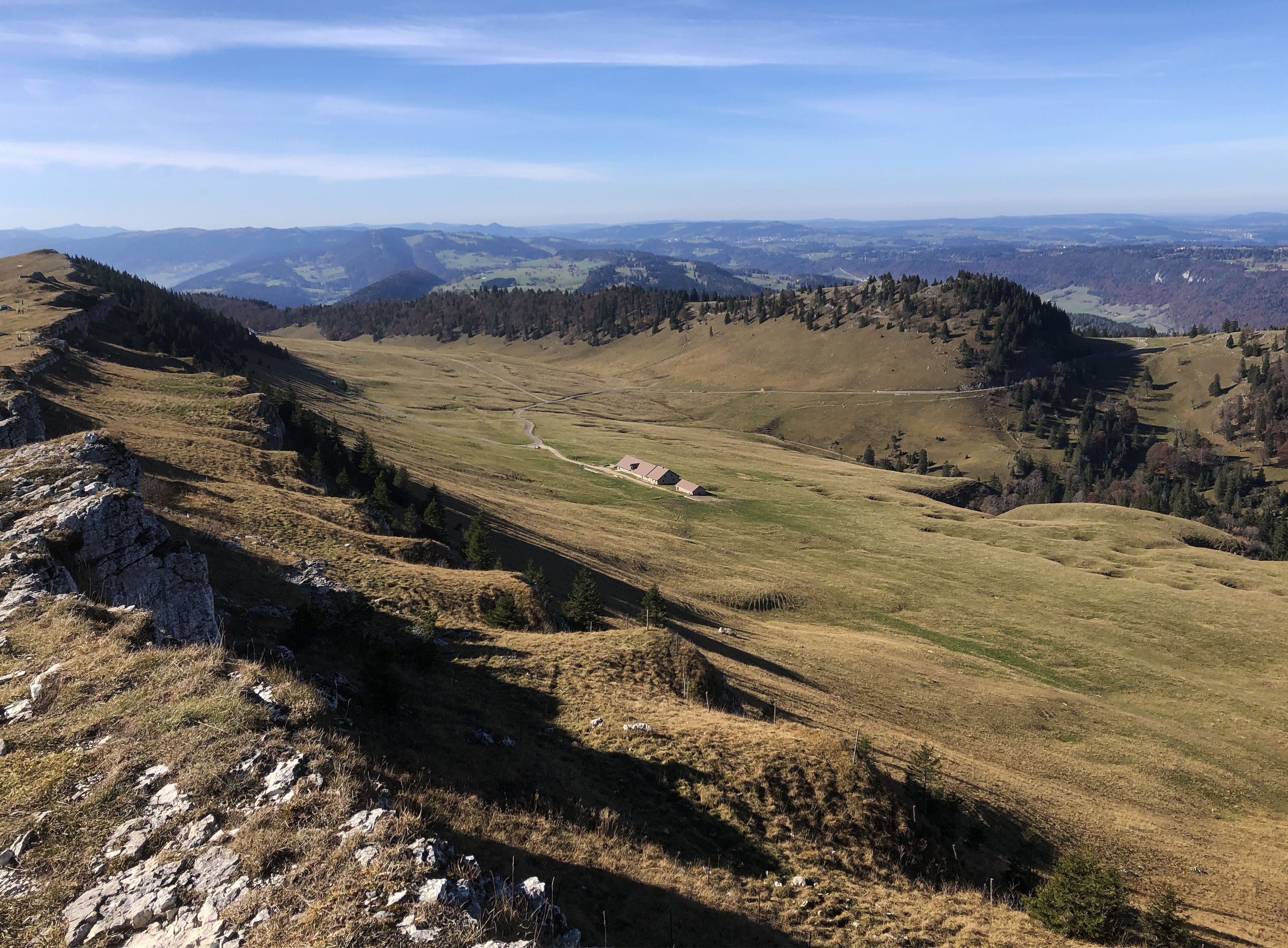
Berglandschaft am Chasseral

Der Parc régional Chasseral (oder Parc Chasseral, deutsch Regionaler Naturpark Chasseral, oder einfacher: Naturpark Chasseral) ist sowohl eine Schweizer Landschaftsschutzorganisation als auch ein 474 Quadratkilometer grosser Naturpark im Juragebirge in den Kantonen Bern und Neuenburg, der 2012 vom Bund als Park von nationaler Bedeutung anerkannt wurde. Sein Zweck ist es, die Qualität der Naturlandschaft und der historischen Kulturlandschaft zu erhalten und bekanntzumachen, nachhaltige Wirtschaftsformen zu fördern und die Öffentlichkeit über Aspekte des Umwelt- und des Naturschutzes zu informieren.
Das Parkgebiet erstreckt sich von der Mitte des Kantons Neuenburg über die Gebirgslandschaft rund um den Höhenzug Chasseral bis an das Nordufer des Bielersees und über das Einzugsgebiet der Schüss sowie die Jura-Hauptwasserscheide hinaus auf einen Abschnitt der Freiberge (frz. Franches-Montagnes). Im Areal sind zahlreiche Schutzgebiete ausgewiesen. Am Nordrand stösst die Fläche des Parc Chasseral an das Gebiet des Naturparks Parc du Doubs an.

## Organisation und Geschichte

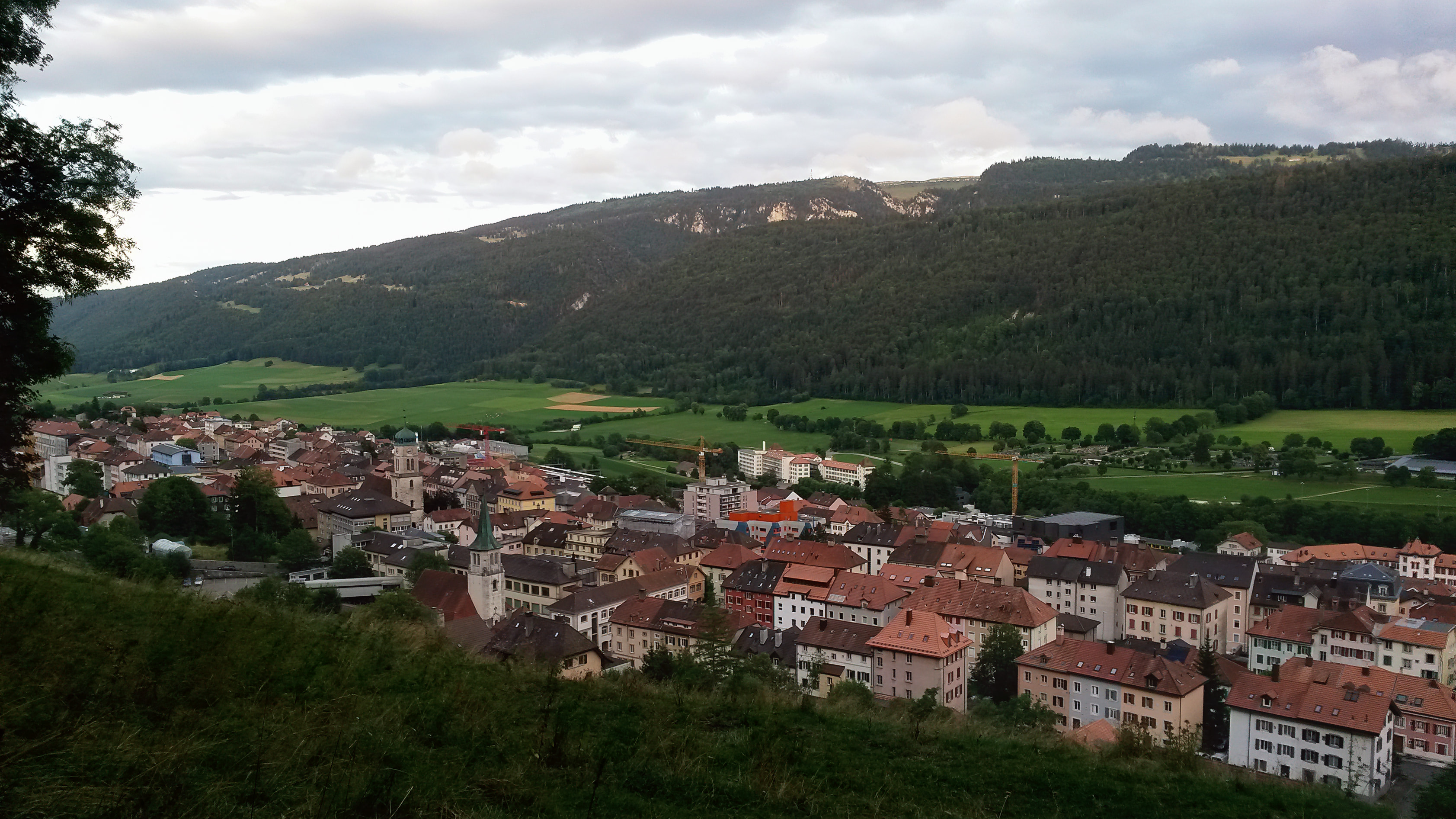
Saint-Imier

Träger des Naturparks ist der Verein Parc régional Chasseral mit Sitz in der Berner Gemeinde Saint-Imier. 23 Gemeinden schlossen sich, nach kommunalen Volksabstimmungen, als Vertragspartner mit dem Verein zusammen (Stand 2024); 20 davon liegen im Verwaltungskreis Berner Jura und drei im Kanton Neuenburg. Die Zahl der Neuenburger Parkgemeinden war anfänglich grösser, verringerte sich jedoch mit der Fusion von 15 kleinen Ortschaften 2013 zur Grossgemeinde Val-de-Ruz. Ausserdem gehören dem Parkverein 78 unterschiedliche Institutionen und 163 Einzelmitglieder an. Zur Finanzierung des Naturparks tragen hauptsächlich der Bund, die beiden Kantone Bern und Neuenburg, die Parkgemeinden und private Geldgeber bei.
Schon um 1997 bereitete eine private Organisation die Gründung eines Naturparks in der Landschaft am Chasseral vor. 2001 gründete der Regionalverein Association régionale Jura-Bienne, der 1978 als Gemeindeverband entstanden war, zu diesem Zweck den neuen Verein Parc régional Chasseral. Dieser forderte die Gemeinden im Gebiet des vorgesehenen Parks und andere Interessierte offiziell und erfolgreich zum Beitritt auf; um 2009 gehörten schon 29 Gemeinden, 78 Institutionen und 163 Einzelmitglieder dem Verein an, der seinen Sitz in der zentral gelegenen Ortschaft Saint-Imier einrichtete.

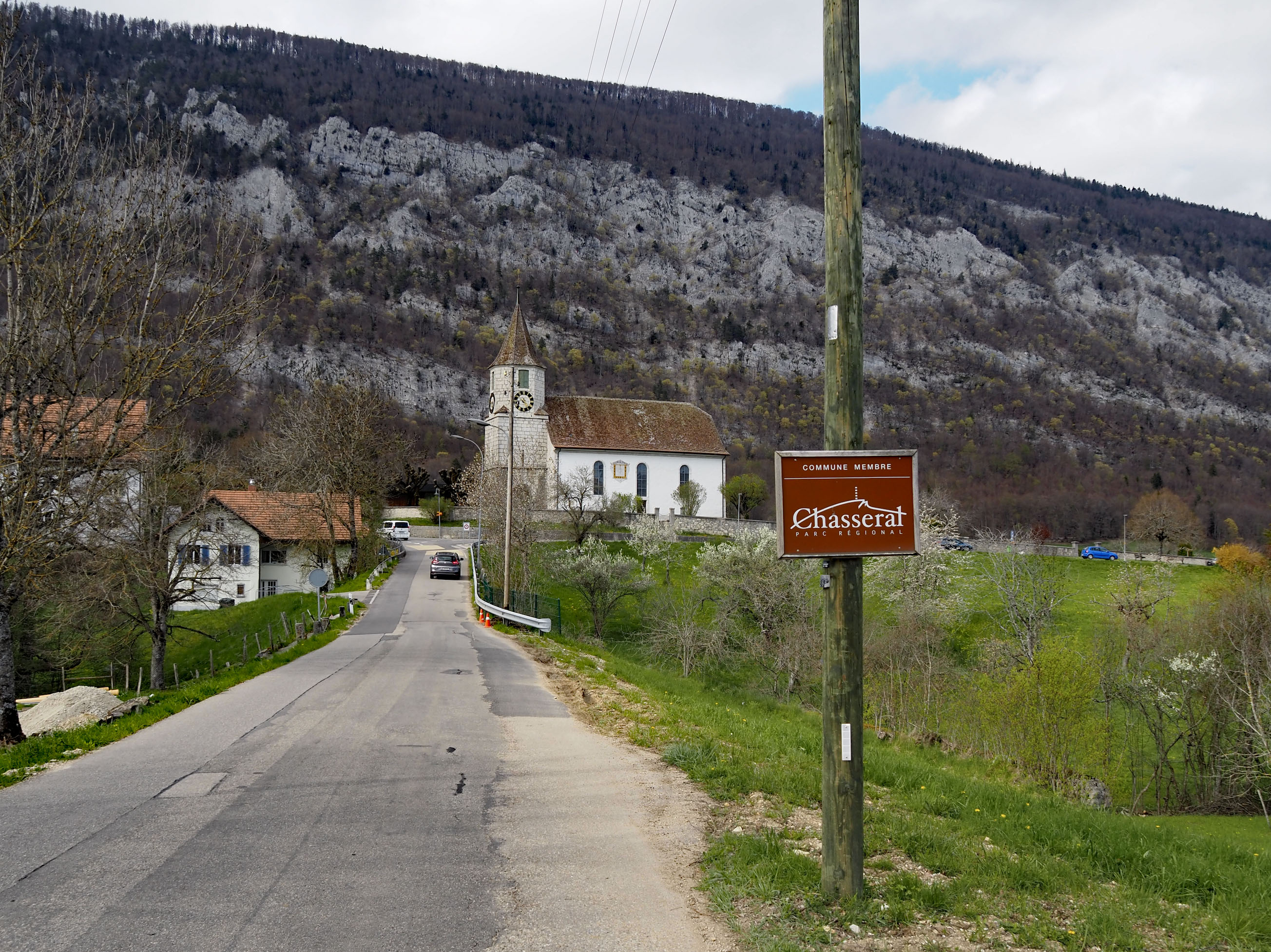
Orvin, Mitgliedgemeinde des Naturparks Chasseral

Als 2007 die nationale Verordnung über die regionalen Naturpärke erlassen wurde, anerkannte der Bund 2008 den Verein als Kandidaten für das staatliche Label «Regionaler Naturpark». 2012 erhielt der Naturpark die offizielle Anerkennung durch den Bund. Eine professionell geführte Geschäftsstelle nahm die Tätigkeit auf. In den folgenden Jahren verringerte sich die Zahl der Parkgemeinden durch mehrere Gemeindefusionen und 2016 beschloss die Stadt Biel wegen allgemeiner Sparmassnahmen, ihren vorher für besondere Projekte des Naturparks jahrelang ausgerichteten Beitrag aus dem städtischen Haushalt zu streichen. Seit 2022 ist der neue, für zehn Jahre gültige Parkvertrag in Kraft, dem wieder alle Gemeinden im Gebiet zustimmten.
Die Mitgliedgemeinden des Naturparks sind (Stand 2024): Corgémont, Cormoret, Cortébert, Courtelary, Enges (NE), Evilard, La Neuveville, Lignières (NE), Mont-Tramelan, Nods, Orvin, Péry-La Heutte, Plateau de Diesse, Renan, Romont, Saint-Imier, Sauge, Sonceboz-Sombeval, Sonvilier, Tramelan, Twann-Tüscherz, Val-de-Ruz (NE), Villeret.
Nachdem sich inzwischen weitere Gemeinden in kommunalen Plebisziten für den Anschluss an den Naturpark entschieden haben, ist eine bedeutende Erweiterung des Parkgebiets im Jahr 2025 vorgesehen.
Der Naturpark ist offiziell zweisprachig. Die östliche Grenze der Parklandschaft fällt ungefähr mit der Sprachgrenze zwischen der französischsprachigen Westschweiz und dem Sprachraum des Schweizerdeutschen, genauer des nördlichen Berndeutschen, zusammen. Twann-Tüscherz, Magglingen, das zur Gemeinde Evilard gehört, und Ligerz (Mitglied ab 2025) sind die einzigen deutschsprachigen Ortschaften im Naturpark. Der Juraraum vom Bielersee bis zu den Freibergen war früher dialektgeografisch gesehen eine Begegnungszone der älteren romanischen Umgangssprachen Frankoprovenzalisch und Franc-Comtois, die im 20. Jahrhundert praktisch ganz vom Französischen verdrängt wurden. Nur einzelne Orts- und Flurnamen im Gebiet überliefern noch Elemente aus dem Wortschatz der früheren Sprachen.

## Geografie

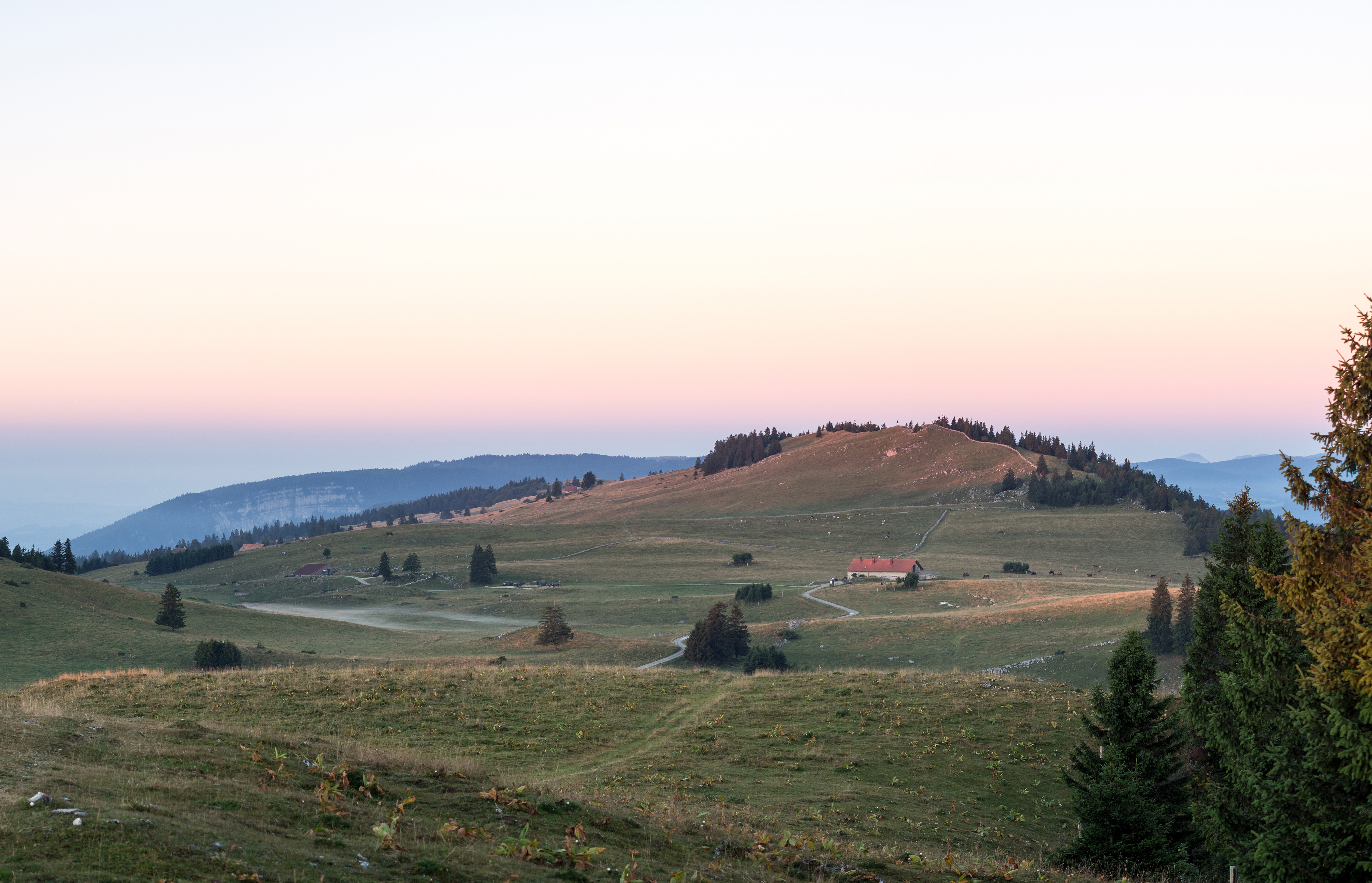
Bergweiden am Mont Racine

Die Gebirgslandschaft des Parc régional Chasseral umfasst mehrere ganz unterschiedliche Naturräume. Das namengebende Chasseralmassiv mit dem Berggipfel auf 1607 m ü. M. im Zentrum des Parks dominiert den Nordwestschweizer Faltenjura. Die Antiklinale Chasseral-Mont d’Amin-Tête de Ran beginnt im Südwesten an der Areuseschlucht und setzt sich im Nordosten ausserhalb des Parkgebiets bis in den Kanton Solothurn fort. Parallel dazu folgen auf beiden Seiten kürzere und weniger hohe Antiklinalen, die Seekette im Südosten mit einem steilen Berghang bis zum Bielersee (429 m ü. M.) hinunter und die Montagne-du-Droit-Kette im Nordwesten.
Südöstlich des Chasseral liegt das Hochplateau des Tessenbergs. Von den Gemeinden in der Uferlandschaft am Bielersee und am Jurasüdfuss sind die Stadt La Neuveville und Twann-Tüscherz Mitglieder des Parks (Stand 2024); dazwischen liegt die kleine Gemeinde Ligerz, die sich 2025 der Parkorganisation anschliesst. Die Sankt Petersinsel im Bielersee gehört zum Territorium von Twann-Tüscherz und somit ebenfalls zur Parklandschaft.
Nördlich der Chasseralkette erstreckt sich das Sankt-Immer-Tal (frz. Vallon de Saint-Imier) über 27 Kilometer in ostnordöstlicher Richtung; der Talboden liegt bis zu 900 Meter tiefer als der Berg. Die Schüss entwässert das Tal von der Gemeinde Renan (900 m ü. M.) bis Péry-La Heutte (590 m ü. M.) und durchquert die Chasseral-Antiklinale in der Klus von Rondchâtel; danach passiert der Fluss ausserhalb des Naturparks die Taubenlochschlucht und die Stadt Biel, wo sie in den Bielersee mündet.

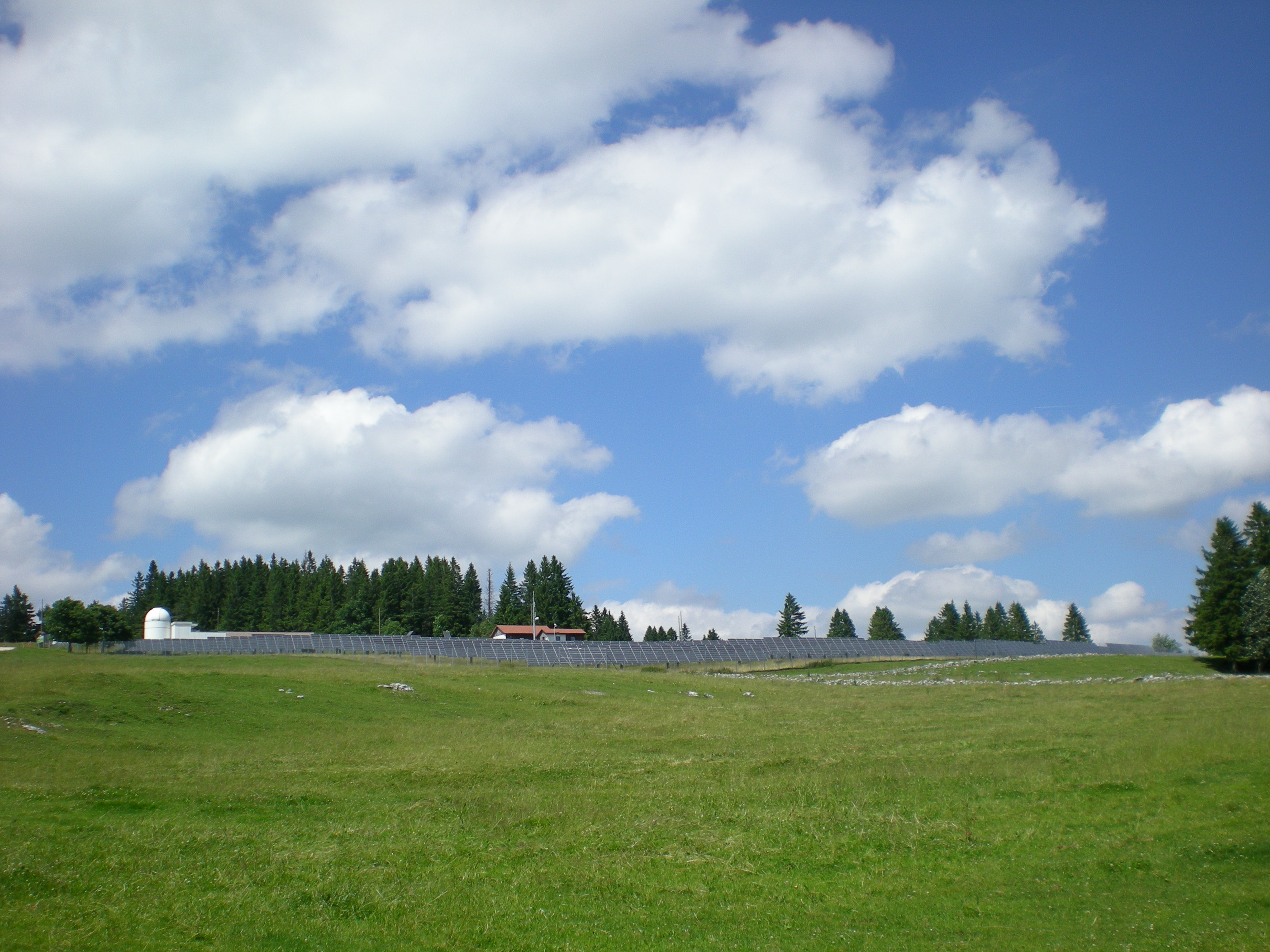
Mont Soleil mit Solarkraftwerk

Im Norden schliesst die Montagne du Droit-Kette das Sankt-Immertal ab. Sie kulminiert im Bergrücken des Mont Soleil (1289 m ü. M.) und wird von der Passstrasse des Mont Crosin (1227 m ü. M.) überschritten. Nördlich davon gehört der bernische Abschnitt an der Hochebene der Freiberge bis zur Grenze zum Kanton Jura zum Parkgebiet, dessen nördlichste Gemeinde Tramelan auf 900 m ü. M. liegt. Westlich der Freiberge und des Sankt Immertals stösst die Parklandschaft mit der Kantonsgrenze zwischen Bern und Neuenburg an das Gebiet der Stadt La Chaux-de-Fonds an, die ebenfalls nicht zu den Parkgemeinden gehört. Südlich davon umfasst der Naturpark das weite Neuenburger Hochtal Val de Ruz mit der 2013 neu gebildeten Grossgemeinde Val-de-Ruz, die mit einer Fläche von 124 Quadratkilometern bei weitem die grösste Parkgemeinde ist. Im Süden grenzt Val-de-Ruz an die ebenfalls nicht dem Naturpark angeschlossene Stadt Neuenburg, die Hauptstadt des gleichnamigen Kantons. Nordöstlich von Neuenburg liegen am Berghang unter der Chasseralkette die anderen beiden Neuenburger Parkgemeinden Enges und Lignières.
Die Schüss im Kanton Bern und der Seyon im Kanton Neuenburg sind die einzigen Flüsse im Parkgebiet. Auf dem stark verkarsteten Gebirgsboden sind kaum Oberflächengewässer zu finden. Von den Zuflüssen der Schüss sind etwa der Pichoux, dessen Wasserfall eine Sehenswürdigkeit ist, der Terbez und die Orvine zu erwähnen. Die Ebene des Tessenbergs südlich des Chasseral wird vom Ruisseau de Vaux und vom Twannbach zum Bielersee entwässert. Durch die wilde Twannbachschlucht führt ein erlebnisreicher Wanderweg.

## Geologie

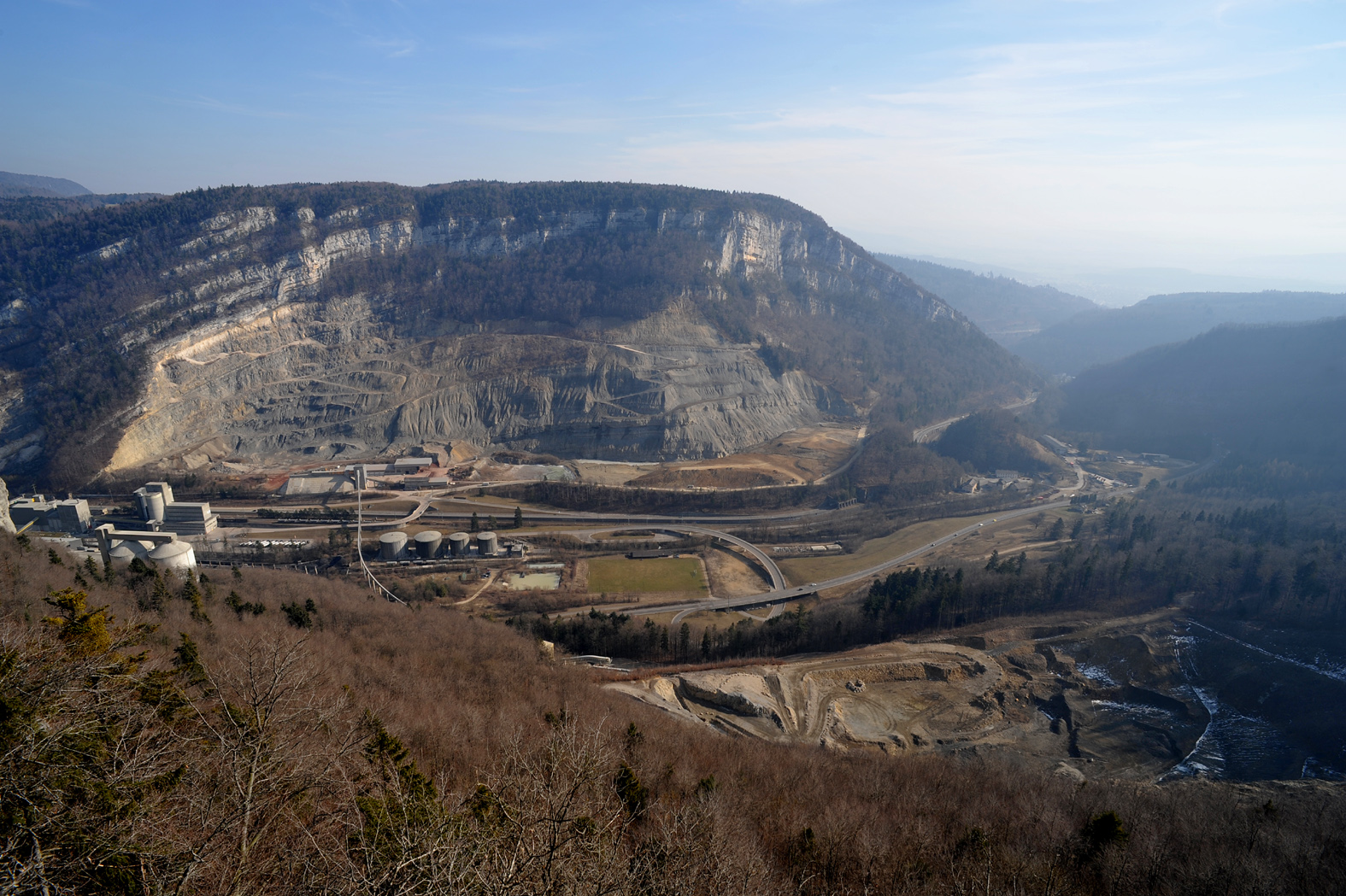
Klus von Rondchâtel

Mesozoische Sedimentgesteine aus der Jurazeit und der darauffolgenden Kreidezeit bilden den Untergrund der Gebirgslandschaft im Chasseralgebiet. Während der Entstehung der Alpen wurden die mächtigen Schichten aus Kalkstein gegen Nordwesten gedrückt und zu hohen Falten verformt und stellenweise zerrissen und übereinandergeschoben. Dabei entstanden allmählich die heute noch vorhandenen Bergketten des Faltenjuras, von denen die Chasseral-Antiklinale eine der markantesten ist.
Im Westen des Parkgebiets wurden die stark beanspruchten Gesteinsschichten entlang einer Bruchlinie getrennt, die von Süden nach Norden verläuft und die Gebirgsketten durchschneidet. Das Gestein wurde auf der Ostseite viel weiter verschoben, so dass zwischen Renan und La Chaux-de-Fonds die Täler und Bergketten unterbrochen sind. Die auffällige Verwerfung wird französisch als décrochement de La Ferrière bezeichnet.
Niederschläge und Gewässer erodierten schon vor der Entstehung des Juragebirges andauernd den Kalkstein und setzen den Prozess der Verkarstung seither unablässig fort. Auf der Chasseralkette, der Montagne du Droit und den Freibergen sind an vielen Stellen zahlreiche Dolinen (Einsturztrichter) zu sehen. Ein besonders grosses Schluckloch haben die Gewässer in der Moorlandschaft Chaux d’Abel geschaffen. In den umliegenden Tälern tritt das unterirdisch abfliessende Wasser in Karstquellen wieder an die Oberfläche, so wie bei der Quelle der Dou und in der Merlinquelle.

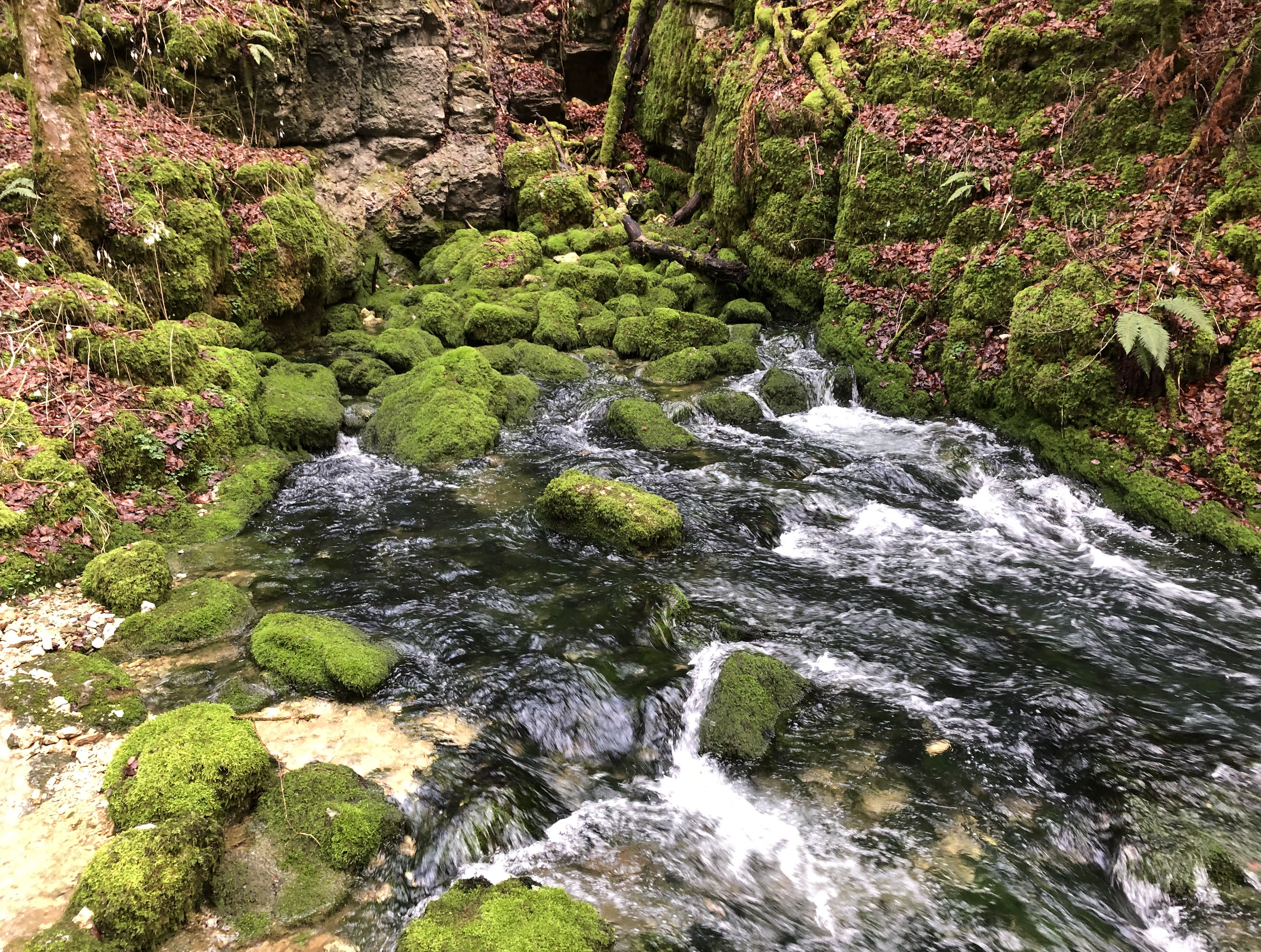
Karstquelle der Dou

Als die Auffaltung der Jurahöhen begann, lagerten frühe Flüsse in Senken und den langsam entstehenden Tälern Molassesandstein ab, der heute den Untergrund der Talböden und einiger Stellen auf den Hochebenen ausmacht und mit seiner geringen Durchlässigkeit die Entstehung von Moorböden begünstigte. Wegen der Ausbeutung und Trockenlegung der Torfmoore sind davon nur noch kleine Reliktflächen vorhanden, die seit dem 20. Jahrhundert als Schutzgebiete ausgewiesen sind.
Die Bergketten sind entlang der Flüsse von tiefen Quertälern durchschnitten. Im Chasseralgebiet gibt die Klus von Rondchâtel Einblick in den Gebirgsaufbau, und die Steinbrüche von Reuchenette in dieser Klus und im Gebiet La Tscharner westlich davon haben zusätzliche geologische Strukturen zugänglich gemacht.
Im Eiszeitalter erreichte der aus den Alpen vorstossende Walliser Gletscher mehrmals die Südseite des Juras. Bei mindestens einer frühen Kaltphase floss das hoch aufgestaute Eis aus den Alpen stellenweise sogar über die Bergketten nach Norden. Die höchsten Partien des Gebirges waren zeitweise von lokalen Juragletschern bedeckt. Von den Gletschervorstössen aus den Alpen zeugen Findlinge auf den Anhöhen wie zum Beispiel der Felsblock im Weidegebiet Jobert oberhalb von Orvin. Von der letzten Eiszeit stammen Seitenmoränen und andere Findlinge, die an vielen weniger hohen Stellen im Gebiet des Naturparks Chasseral zu sehen sind.

## Vegetation

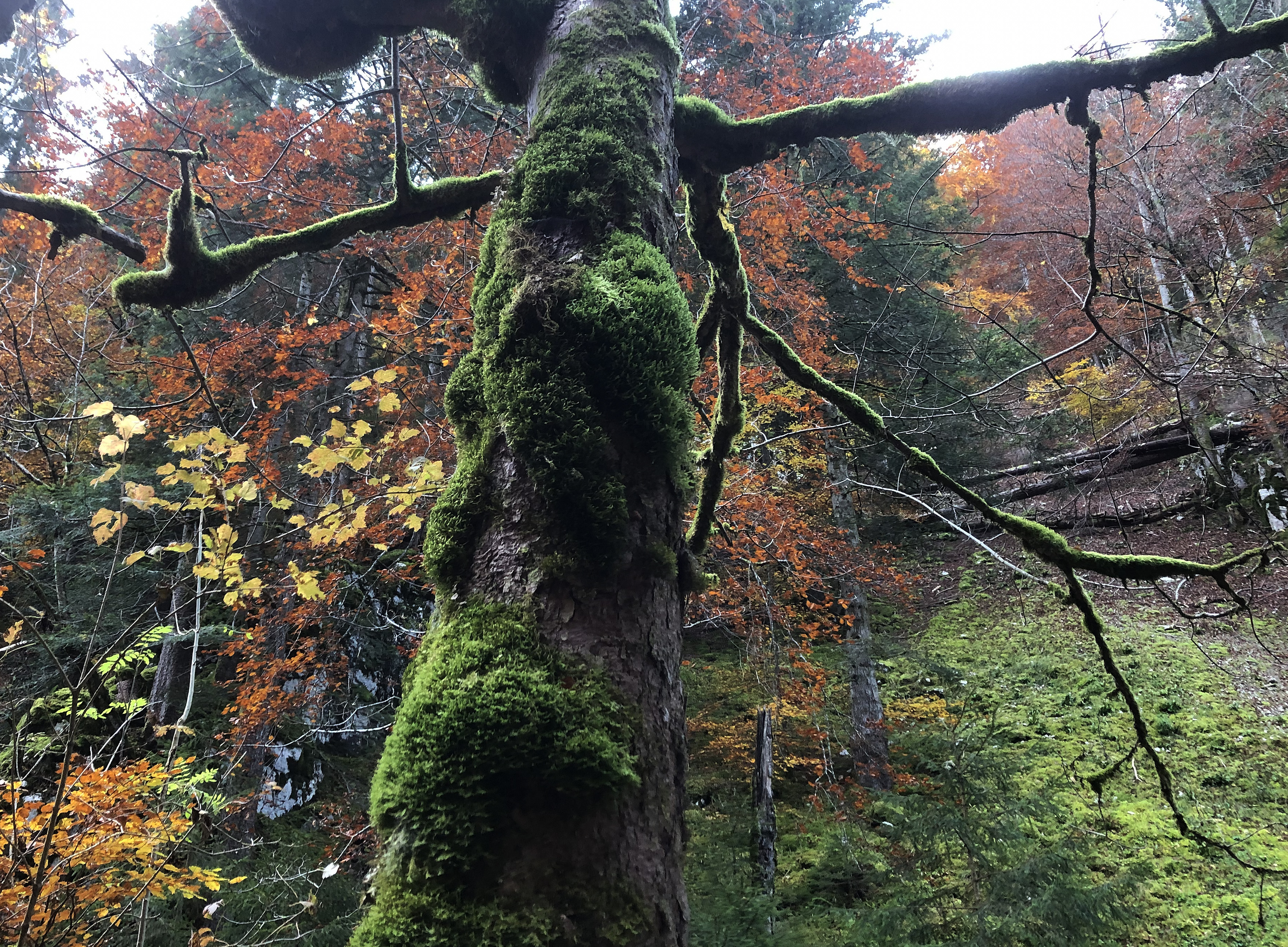
Bergwald in der Schlucht Combe Grède

Bis auf die Höhe von etwa 1400 m ist das Berggebiet am Chasseral bewaldet; über der natürlichen Waldgrenze liegt der Bergrücken mit Felsformationen und Trockenrasen, der einer extensiven Weidewirtschaft dient. Die hohe Berglandschaft mit einem rauen Klima ist reich an alpinen Stauden, die dort seit der letzten Eiszeit als Relikte überlebten. Zu erwähnen sind etwa der Gelbe Enzian, die Zwerg-Glockenblume, die Türkenbundlilie, der Berg-Hahnenfuss, Krokusse, das Gold-Fingerkraut, der Zweiblättrige Blaustern, der Alpenrachen, die Alpen-Wiesenraute, der Alpen-Blasenfarn, das Alpen-Weidenröschen und die Alpen-Anemone.
Auf den Magerrasen wachsen unter anderem Orchideen wie die Grüne Hohlzunge, das Gefleckte Knabenkraut, die Mücken-Händelwurz, das Männliche Knabenkraut, das Kleine Knabenkraut und die Rosa Kugelorchis. Auf weiten Wiesen an den Südhängen des Chasseral bildet die Gelbe Narzisse im Frühling ein riesiges Blütenmeer, das als Naturschauspiel zu den Sehenswürdigkeiten der Region zählt.

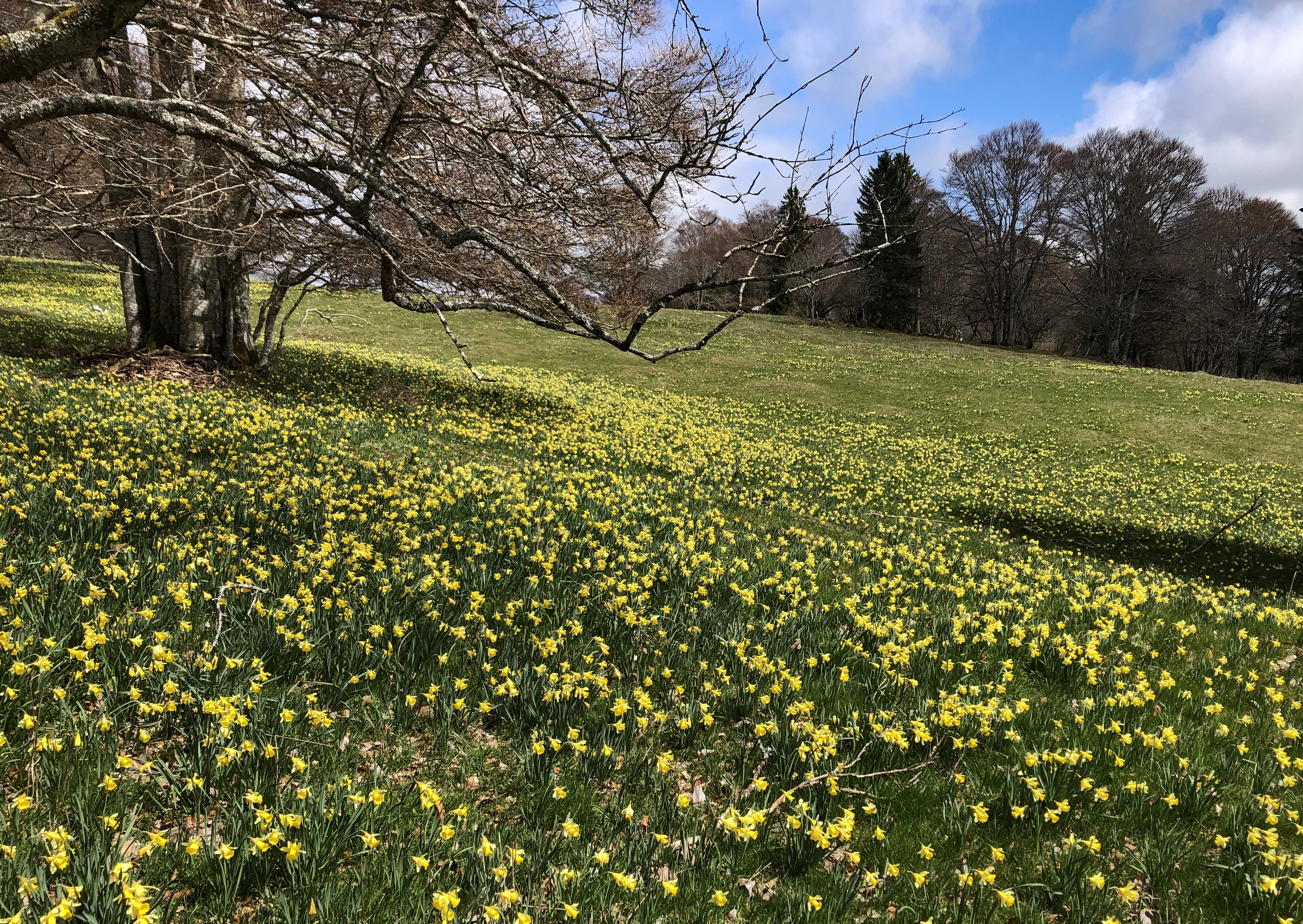
Blütenmeer von Narzissen

Die Hochebene der Freiberge liegt unterhalb der natürlichen Waldgrenze und ist durch Rodung in ein weites Grasland mit kleinen Waldflächen und vielen Einzelbäumen verwandelt worden. In feuchten Senken sind Reste von Hochmooren vorhanden.
Die trockenen, stark besonnten Felsengebiete über dem Bielersee beherbergen in und neben den Rebbergen und auf den vielen Felsvorsprüngen eine reiche Vegetation mit Varianten des Halbtrockenrasens bis hin zum atlantischen Trockenrasen. Besondere Pflanzen in diesem Gebiet sind nach den Daten des Bundesinventars der Trockenwiesen und -weiden von nationaler Bedeutung etwa Hallers Segge, die Bocks-Riemenzunge und der Purpur-Klee, der Kugelköpfige Lauch, die Traubige Graslilie, die Deutsche Schwertlilie, das Zierliche Schillergras, das Steppen-Lieschgras, die Dach-Hauswurz oder der Blaugrüne Faserschirm.
Die Ufer- und Auenlandschaft der Sankt Petersinsel weist neben Bruchwald und Quellfluren auch Moore, Hecken, Hochstaudenried, Schilfröhricht, Grosseggenried, Kleinseggenried und Pfeifengraswiesen auf. Durch die Absenkung des Seespiegels in der ersten Juragewässerkorrektion im 19. Jahrhundert entstand eine weite Flachwasserzone bei der Insel, wo sich mit der Sukzession von Pionierpflanzen ein wertvolles Habitat für Pflanzen und Tiere entwickelte.

## Kulturlandschaft
Mit Ausnahme einiger unzugänglicher Stellen im Gebirge mit Felsmassiven, Schluchten und nicht bewirtschafteten Bergwäldern und ausserhalb der Schutzgebiete mit naturnahen Zonen und nahezu unberührten Biotopen kann fast das ganze Parkgebiet als Naturlandschaft bezeichnet werden, die seit Jahrhunderten durch menschliche Aktivitäten gestaltet worden ist.

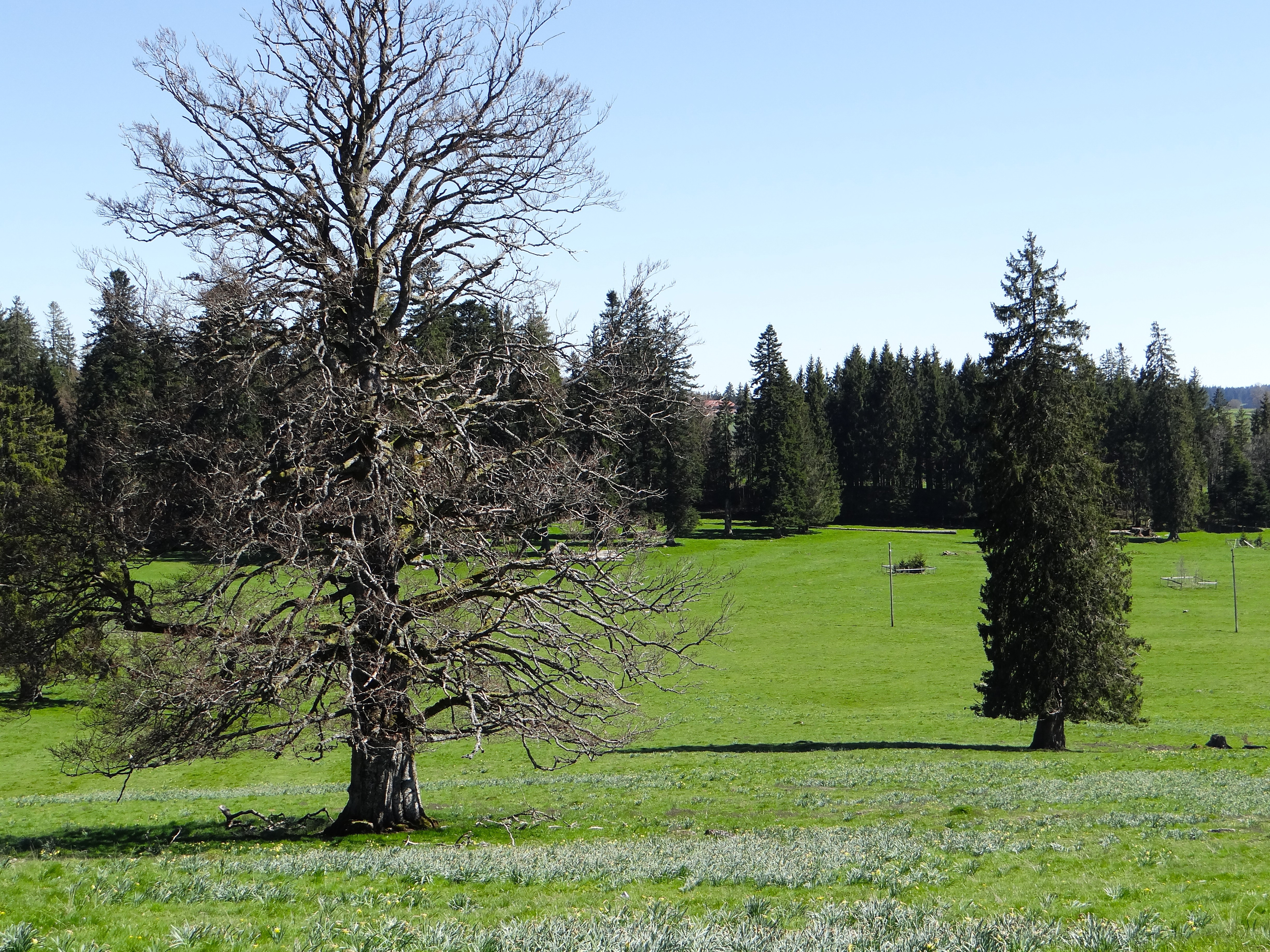
Weidelandschaft bei Tramelan

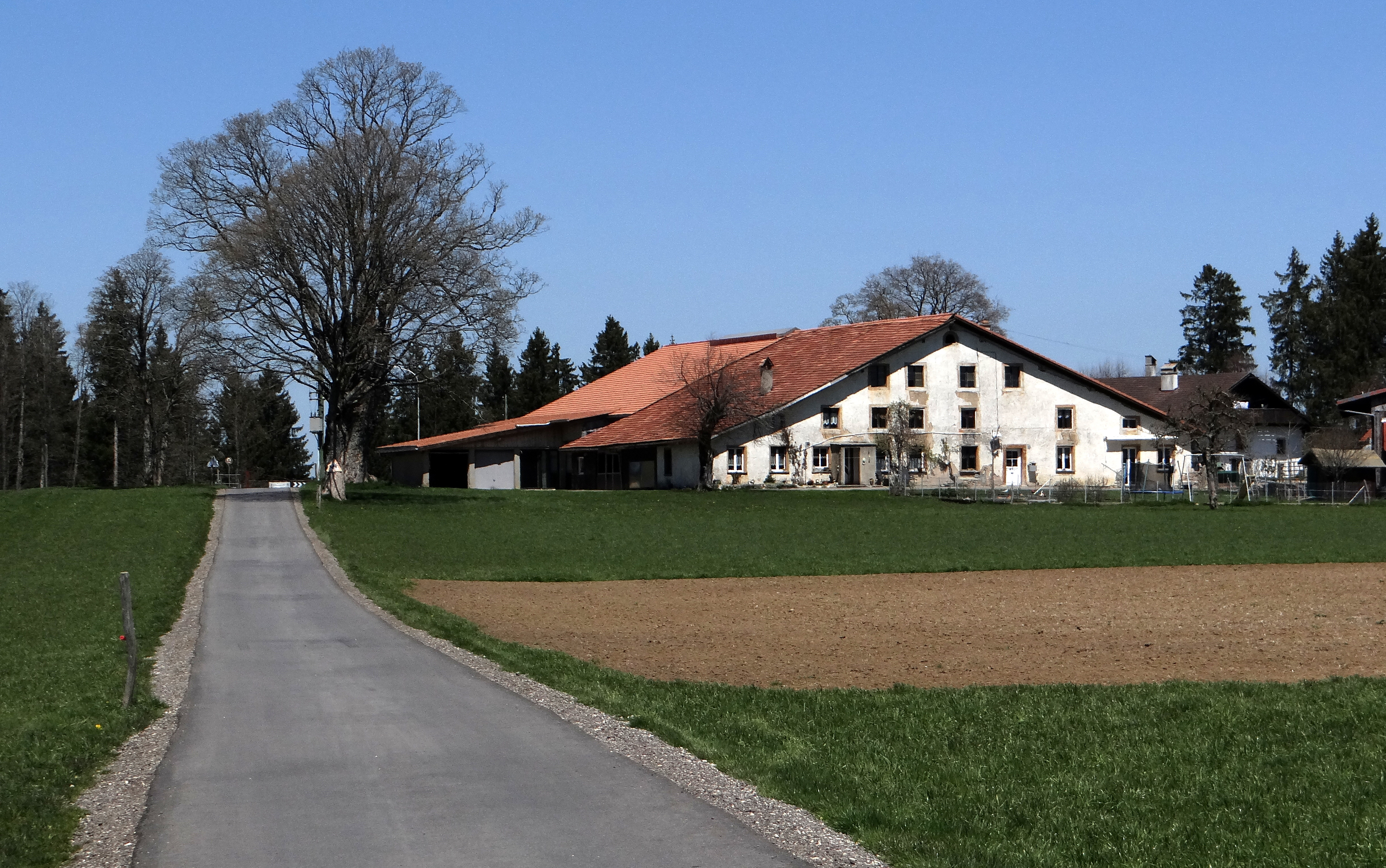
Jura-Bauernhaus

An einigen Stellen des Bielerseeufers hat man Überreste von Wohnplätzen aus der Jungsteinzeit entdeckt. Seit dem Mittelalter sind die vorher von Wald bedeckten Täler und Hochebenen und der schmale Raum am Jurasüdfuss besiedelt und landwirtschaftlich genutzt. Mehrere Ortschaften mit gut erhaltenen Gebäudegruppen sind im Inventar der schützenswerten Ortsbilder der Schweiz verzeichnet. Am linken Bielerseeufer befindet sich ein altes Rebbaugebiet.
Während in tieferen Lagen Ackerbau möglich ist, gehören die meisten klimatisch ungünstigeren Nutzflächen um den Chasseral zum Grasland, das durch Rodung im früheren Wald entstand und der Weidewirtschaft dient. Eine besonders in den Freibergen übliche Form der traditionellen Kulturlandschaft sind die halboffenen Weiden mit verstreuten Tannen und Baumgruppen, die schweizerdeutsch als «Wytweiden» bezeichnet werden. In den weitläufigen Grüngebieten hat sich der Siedlungstyp der Einzelhöfe durchgesetzt. Das schöne Gebiet der Weideflächen mit zahlreichen Einzelbäumen ersetzte den ursprünglichen Mischwald. 1384 gewährte Bischof Imer von Basel den Leuten einiger Ortschaften das Recht auf Rodung und die Befreiung von Abgaben, was zur Bezeichnung des Gebiets als «Freiberge» führte. Seither ging der Waldbestand auch durch den Holzbedarf der Glas- und Eisenhütten im Jura so stark zurück, dass im 19. Jahrhundert Schäden durch den Raubbau drohten. 1860 erliess der Kanton Bern ein Rodungsverbot im Jura, und seit 1902 sind die bestockten Weiden (frz. pâturage boisé) wie der geschlossene Wald durch Bundesrecht geschützt. Die Kulturform der Wytweiden mindert den Einfluss des häufigen starken Windes auf die Vegetation des Graslands und führte zu einem Gleichgewicht zwischen der Forst- und der Viehwirtschaft. Heute dominieren im Baumbestand der Freiberge die Fichten.

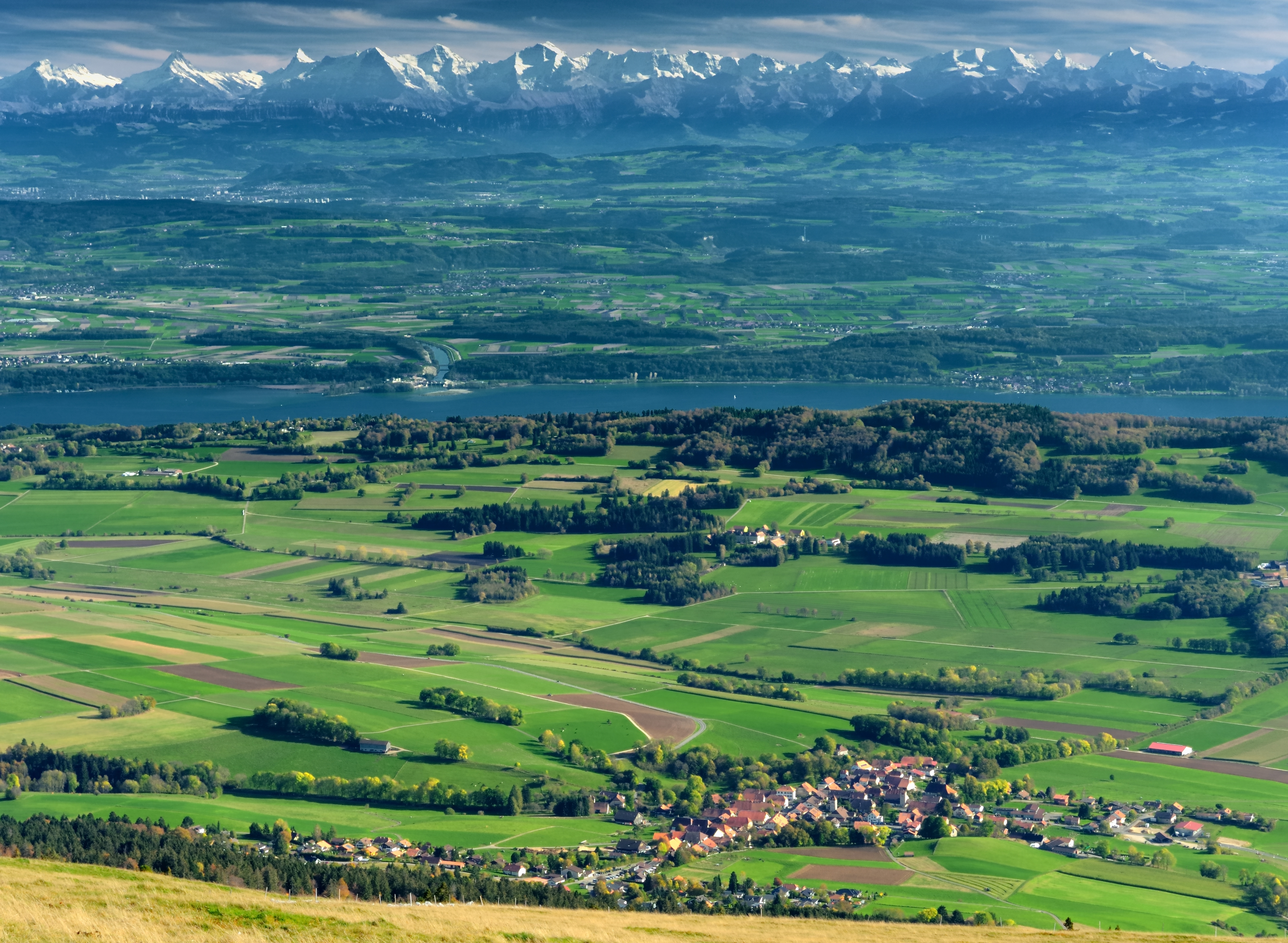
Blick vom Chasseral auf das Plateau des Tessenbergs, zum Bielersee und über das Mittelland zu den Alpen

Neben den Grasgebieten nahe bei den Ortschaften wurden auch geeignete Flächen auf den Bergen gerodet und in Grasland umgewandelt. Die Sömmerungswirtschaft ist in Weideareale unterteilt, deren Mittelpunkt die auf französisch Métairies genannten Sennereien sind. Wie das Wirtschaftsland im Tal unten sind auch die Bergbauernhöfe mit Fahrstrassen erschlossen. Ein dichtes Netz von Forststrassen durchzieht die Waldgebiete.
Zur Infrastruktur im Berner und Neuenburger Jura gehören mehrere überregionale Verkehrswege, die auch das Parkgebiet durchqueren. Vom Tessenberg nach Saint-Imier verläuft eine Strasse über den Chasseralpass. Neben historischen Routen und Passwegen führen die Schweizer Hauptstrassen 5, 6, 18, 20, 30, 170 und 248, die Autobahnen A 6 und A 20 sowie die Bahnstrecken Neuenburg–Biel, Neuenburg–La Chaux-de-Fonds, Biel–La Chaux-de-Fonds und Biel–Tavannes–Moutier durch die Parklandschaft. Dem lokalen Verkehr und dem Tourismus dienen die Standseilbahnen Ligerz–Prêles, Saint Imier–Mont Soleil, Biel-Magglingen und Biel-Leubringen.
Ein herausragendes Element der im Naturpark Chasseral und im ganzen Jura bedeutenden Tourismusinfrastruktur ist das in den Tälern und auf den aussichtsreichen Bergen eingerichtete und markierte Netz von Wanderwegen: Eine Etappe der Wanderroute Trans Swiss Trail (nationale Route 2) führt über den Mont Soleil, durch Saint-Imier und das Val de Ruz nach Neuenburg; die Hauptroute 5, der seit 1905 markierte Jura-Höhenweg, überschreitet die Bergreihe von der Montagne de Romont über den Chasseral, den Mont d’Amin und den Mont Racine; und der kantonale Fernwanderweg Via Berna führt von den Freibergen kommend durch Tramelan und Saint-Imier und über den Chasseral und den Spitzberg nach Biel. Durch die Rebberge am Bielersee verläuft ein 1389 erstmals erwähnter historischer Pilgerweg, der in das Routensystem der Jakobswege eingebunden ist. Bei der Anlage der Wege durch die Juraschluchten waren viele aufwändige Kunstbauten nötig.

## Schutzgebiete

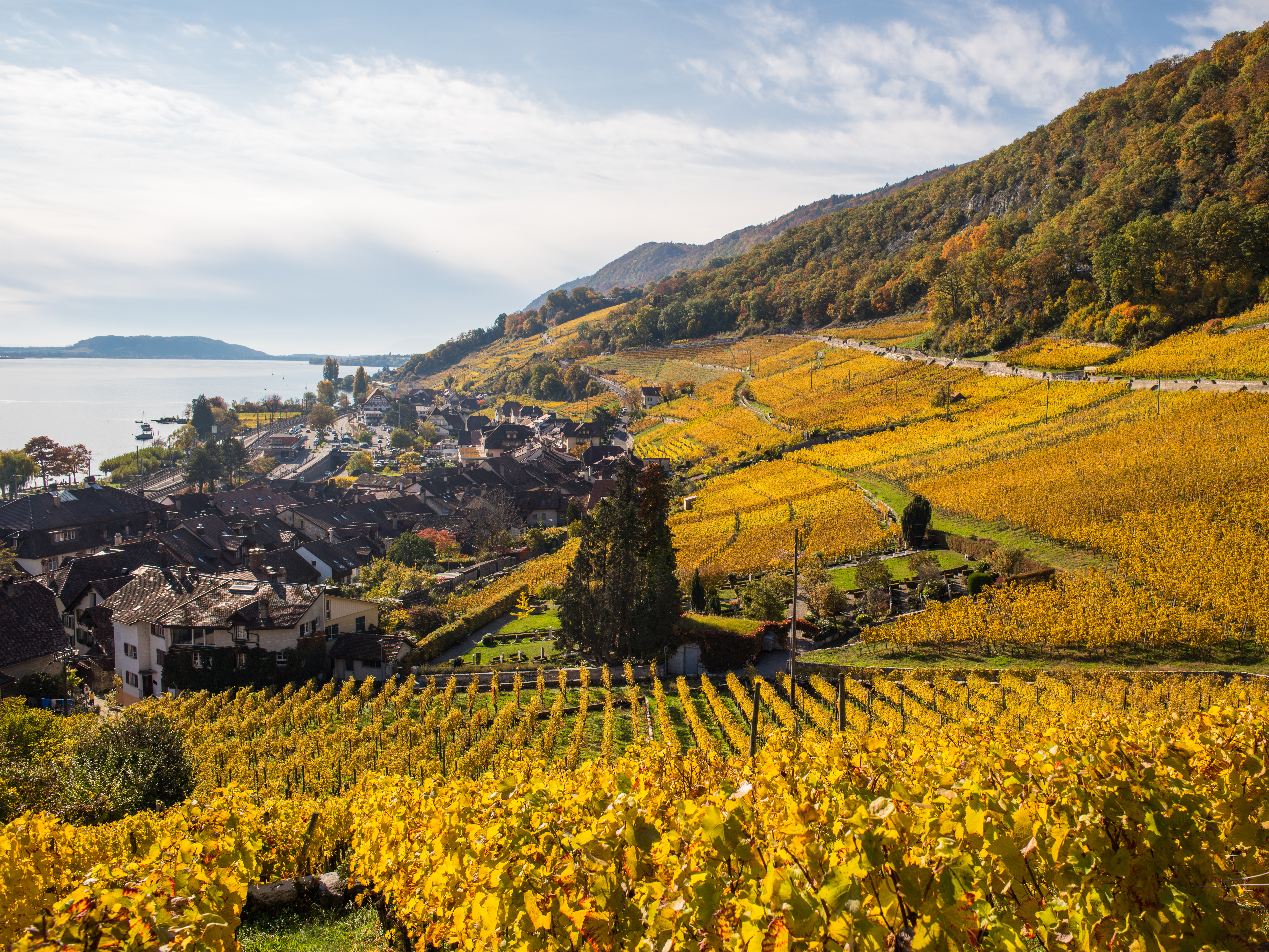
Landschaftsschutzgebiet
«Linkes Bielerseeufer»

Mehrere Zonen im Naturpark Chasseral sind als Landschaftsschutzgebiete im Bundesinventar der Landschaften und Naturdenkmäler von nationaler Bedeutung (BLN) ausgewiesen:
- Das BLN-Gebiet «Chasseral» rund um den zentralen Berg umfasst eine Fläche von 21,6 Quadratkilometern (BLN-Objekt 1002).[11]
- Am Linken Bielerseeufer (BLN-Objekt 1001) ist eine Fläche von sieben Quadratkilometern geschützt.
- Die Sankt Petersinsel mit der nahen Seefläche ist ein eigenes Landschaftsschutzgebiet (BLN-Objekt 1301).
- In einem Abschnitt der Hochebene nördlich von Tramelan liegt das Landschaftsschutzgebiet Franches-Montagnes mit der Fläche von 39 Quadratkilometern (BLN-Objekt 1008).

Im ganzen Parkareal haben Bund und Kantone zahlreiche Naturschutzgebiete verschiedener Kategorien eingerichtet.
- Der Kanton Neuenburg erliess mit der Verordnung über die kantonalen Naturschutzgebiete vom 14. Februar 1966 für die Gebirgszonen, die von Wald oder Bergweiden bedeckt sind, die Spezialzone Zone de crêtes de forêts.
- An der Schlucht Combe Grède am Nordhang des Chasseral, die als Geotop und Habitat für Flora und Fauna wichtig ist, besteht seit 1923 das älteste Naturschutzgebiet des Kantons Bern;[12] es ist in der Weltdatenbank geschützter Gebiete (WDPA) unter der Nummer 31030 aufgeführt.[13]
- Die Schlucht Combe Biosse mit einer wertvollen Flora liegt westlich des Chasseral. In der Schlucht befindet sich das Quellgebiet des Wildbachs Ruz Chasseran, der im Val de Ruz in den Seyon mündet.

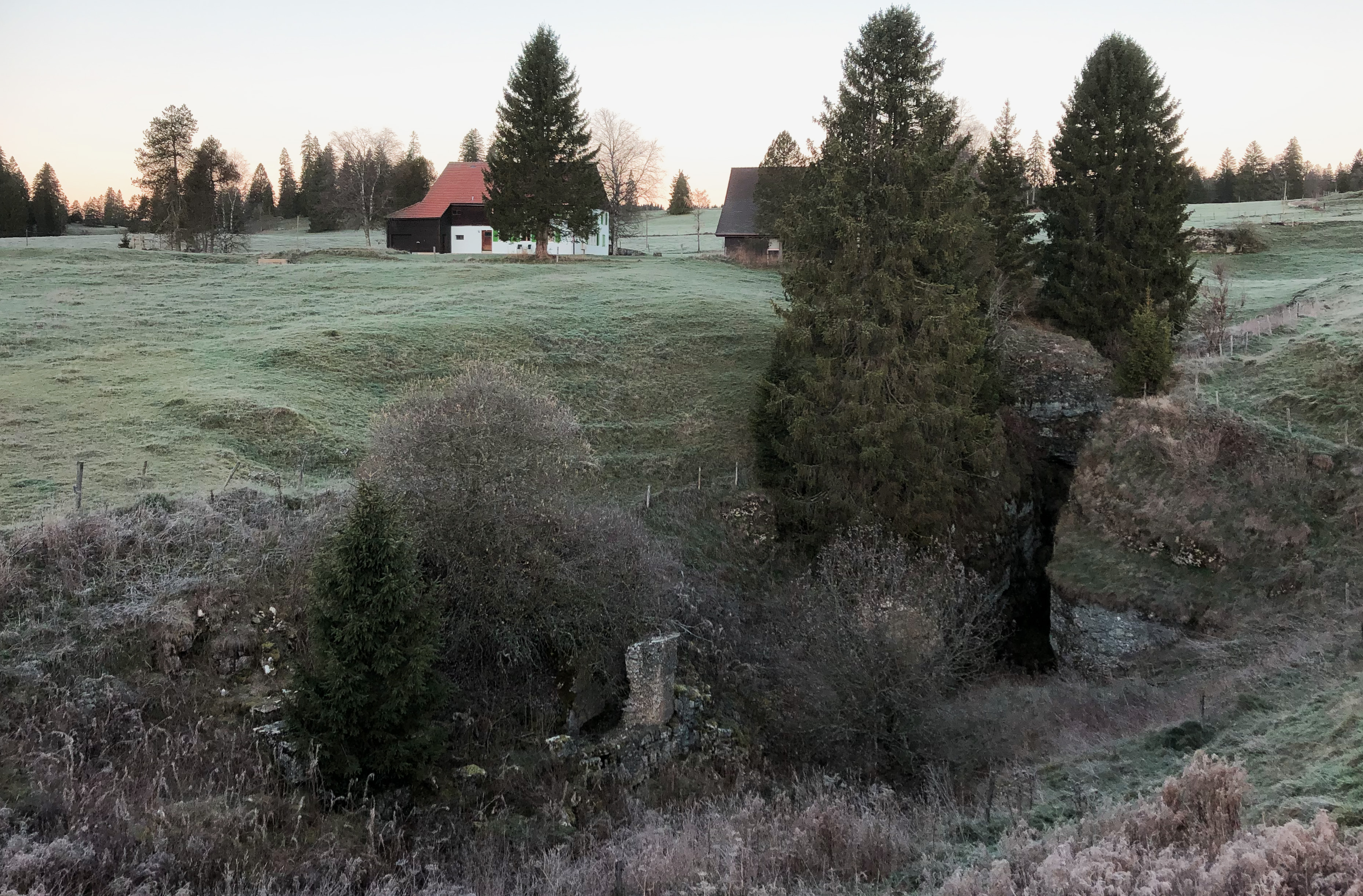
Grosses Schluckloch im Boden des Moorgebiets Tourbière de la Chaux d’Abel

- Der Nordhang des Chasseral ist ein Jagdbanngebiet.
- Die Moorlandschaft Tourbière de la Chaux d’Abel ist im Bundesinventar der Moorlandschaften von besonderer Schönheit und von nationaler Bedeutung verzeichnet.[14] Das Feuchtgebiet ist zudem als kantonales Schutzgebiet, als Objekt des Bundesinventars der Hoch- und Übergangsmoore von nationaler Bedeutung, des Flachmoorinventars sowie des Inventars der Amphibienlaichgebiete von nationaler Bedeutung ausgewiesen. Der Moorwald liegt in einem kantonalen Waldreservat.
- Das Moorgebiet Les Pontins mit einer Fläche von 128 Hektar und dem grössten Hochmoor im Naturpark Chasseral ist ein 1947 vom Kanton Bern ausgewiesenes Schutzgebiet und ebenfalls ein Objekt des Bundesinventars der Moorlandschaften von besonderer Schönheit und von nationaler Bedeutung.[15] Eine Teilfläche des früher durch Torfabbau und Aufforstung beeintrachtigten Moors ist im Besitz der Schweizer Naturschutzorganisation Pro Natura, die das Hochmoor 2015 in einem aufwändigen Bauprojekt renaturierte.[16]
- Um die Sankt Petersinsel erstreckt sich ein Feuchtgebiet, das mit weiten Schilfbeständen und der umliegenden Flachwasserzone als wertvolles Biotop mehrfach geschützt ist: Die Landschaft umfasst ein Amphibienlaichgebiet und ist im Bundesinventar der Moorlandschaften von besonderer Schönheit und von nationaler Bedeutung, im Bundesinventar der Auengebiete von nationaler Bedeutung[17] sowie zusammen mit der Mündung der Aare in den Bielersee als Wasser- und Zugvogelreservat von internationaler Bedeutung ausgewiesen.[18]
- Das Naturschutzgebiet Sessenais im unteren Sankt-Immertal ist ein Amphibienlaichgebiet von nationaler Bedeutung.[19]
- Nordwestlich von Tramelan erstreckt sich die Moorlandschaft Etang de la Gruère über eine Fläche von 200 Hektar; der grösste Teil davon mit dem gleichnamigen See liegt im Parc du Doubs, nur der kleine Abschnitt Derrière la Gruère im Naturpark Chasseral. Die Landschaft am Étang de la Gruère ist auch als Smaragdgebiet gemäss dem Übereinkommen über die Erhaltung der europäischen wildlebenden Pflanzen und Tiere und ihrer natürlichen Lebensräume (Berner Konvention) geschützt.
- Westlich von Tramelan liegt das Torfmoor La Tourbière de la Chaux-des-Breuleux, dessen Hochmoorfläche sich ebenfalls über die Grenze der beiden Naturparks Chasseral und Doubs hinaus erstreckt.
- Bei Coffrane ist im Quellgebiet der Sorge das Amphibienlaichgebiet La Paulière mit einer Fläche von 41 Hektar geschützt.
- Im Neuenburger Parkteil liegen ungefähr 13 und im Berner Parkteil mehr als 30 Schutzgebiete des Bundesinventars der Trockenwiesen und -weiden von nationaler Bedeutung. Die grösste geschützte Fläche mit Trockenwiesen liegt rund um den Chasseralgipfel (349 ha), die zweitgrösste etwas östlich davon in den Prés d’Orvin.
- Im Neuenburger und im Berner Parkteil bezeichneten die Kantonsregierungen ja etwa ein Dutzend Waldreservate.[20]